# 제네바 성경

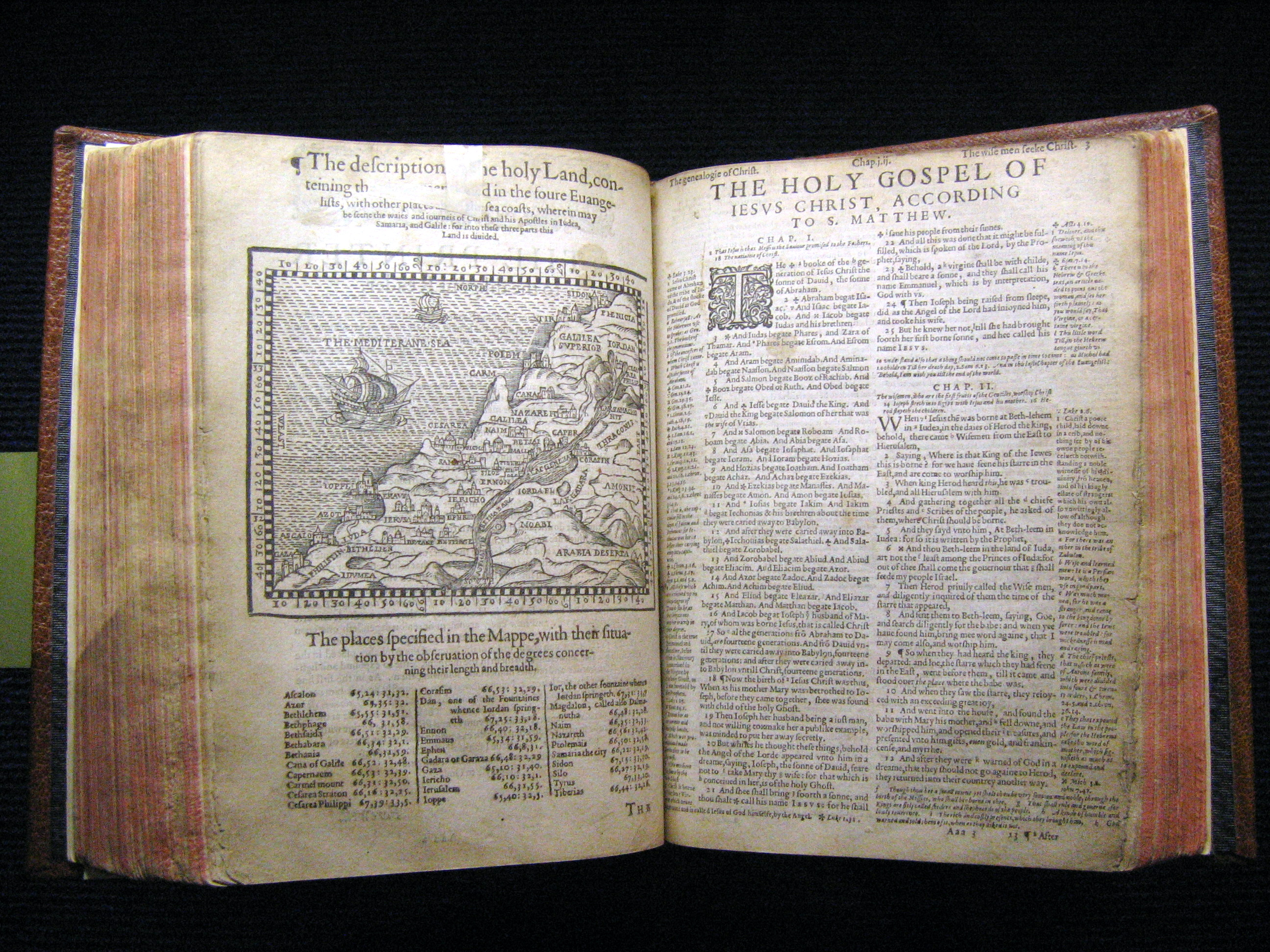
1560년판 제네바 성경

제네바 성경(Geneva Bible)은 킹 제임스 성경보다 51년 앞선 영어 성경으로, 역사적으로 중요한 번역본 중 하나이다. 이 책은 16세기 영국 개신교도들의 주요 성서였으며 윌리엄 셰익스피어, 올리버 크롬웰, 존 녹스, 존 던, 그리고 《천로역정》(1678)의 저자 존 번연이 사용하였다. 메이플라워호를 통해 미국으로 전해진 성경 중 하나이기도 했다. 제네바 성경은 많은 비국교도들에 의해 존경을 받았는데 특별히 크롬웰의 병사들이 잉글랜드 내전 기간중에서 애독하였다.

## 배경
메리 1세의 공포정치로 영국의 비국교도들은 스위스 제네바 독립시로 망명하였다. 제네바 성경은 이런 혼란스러운 상황에서 망명한 개신교도들에 의해 번역된 성경이다. 제네바 성경은 성경 보급을 위한 완벽한 조건을 갖추고 있었다. 휴대가 가능한 크기에 가격도 저렴했으며, 활자도 읽기 쉬웠다. 여기에 인쇄업자 로버트 스테파누스가 개발한 구절 구분이 도입되어 화룡점정을 찍었다. 제네바 성경은 즉각적인 인기를 끌었으며, 영국에서 50년이 넘도록 많은 사람들에게 읽혔다.

## 같이 보기
- 틴들 성경
- 두에-랭스 성경
- 킹 제임스 성경